# Barna Putics
Barna Putics [ˈbɒrnɒ ˈputitʃ] (* 18. August 1984 in Pécs) ist ein aus Ungarn stammender Handballspieler. Er wurde auf den Positionen Rückraum links und Mitte eingesetzt.
Der 2,01 Meter große und 106 Kilogramm schwere Ungar stand zuletzt beim französischen Verein Tremblay-en-France Handball unter Vertrag.

## Karriere
Er begann mit dem Handballspielen beim TV Großwallstadt, zu dem sein Vater in der Saison 1990/91 wechselte. Ab 1996 spielte er zunächst für die Jugendmannschaft des ungarischen Rekordmeisters MKB Veszprém, später auch für die erste Herren-Mannschaft. Mit diesem Verein gewann er vier Meisterschaften und drei Pokalsiege in Ungarn; im Jahr 2008 gewann er den Europapokal der Pokalsieger und spielte 2006 im Halbfinale der EHF Champions League. Im August 2008 wechselte er zu TUSEM Essen in die 1. Bundesliga, hier erzielte er in 13 Spielen 84 Tore. Im Dezember 2008 unterschrieb er einen Vertrag bei FC Barcelona, wechselte aber bereits im August 2009 zum RK Koper. Im Dezember 2009 wurde er vom deutschen Erstligisten GWD Minden verpflichtet. Nach dem Abstieg von Minden endete sein Vertrag. Im September 2010 unterzeichnete Putics einen Vertrag beim VfL Gummersbach. 2011 gewann Putics mit Gummersbach den Europapokal der Pokalsieger. Zur Saison 2014/15 wechselte er zum französischen Verein Tremblay-en-France Handball und spielte dort bis zum Ende der Saison 2015/16.
Für die ungarische Männer-Handballnationalmannschaft wurde Barna Putics bislang 90-mal eingesetzt und warf dabei 189 Tore (Stand: 8. Mai 2014). Im Sommer 2012 nahm er an den Olympischen Spielen in London teil und wurde Vierter.

## Bundesligabilanz
| Saison    | Verein          | Spielklasse | Spiele | Tore | 7-Meter | Feldtore |
| --------- | --------------- | ----------- | ------ | ---- | ------- | -------- |
| 2008/09   | TUSEM Essen     | Bundesliga  | 13     | 84   | 24      | 60       |
| 2009/10   | GWD Minden      | Bundesliga  | 20     | 63   | 0       | 63       |
| 2010/11   | VfL Gummersbach | Bundesliga  | 28     | 37   | 0       | 37       |
| 2011/12   | VfL Gummersbach | Bundesliga  | 34     | 154  | 0       | 154      |
| 2012/13   | VfL Gummersbach | Bundesliga  | 28     | 94   | 0       | 94       |
| 2013/14   | VfL Gummersbach | Bundesliga  | 33     | 169  | 28      | 141      |
| 2008–2014 | gesamt          | Bundesliga  | 156    | 601  | 52      | 549      |